# Moi University
Moi University (afgekort: MU) is een universiteit in Eldoret, een stad in de provincie Bonde la Ufa in het westen van Kenia. Het is, op de Universiteit van Nairobi na, de oudste instelling voor hoger onderwijs van Kenia en werd opgericht in 1984. Hoewel de hoofdcampus gevestigd is in Eldoret, is er ook een aantal satellietcampussen in andere delen van Kenia. In het collegejaar 2010/2011 had de universiteit 15.598 studenten. Het hoofd van de school is Miriam Were en de vice-kanselier is Richard Kiprono Mibey.
De universiteit komt voor in de rankings als de nummer 8 universiteit van Kenia, nummer 137 van Afrika en nummer 7882 van de wereld, en is lid van de Vereniging van Universiteiten van het Gemenebest, de Vereniging van Afrikaanse Universiteiten en de Internationale Vereniging van Universiteiten.

## Geschiedenis
In 1984 werd de Moi University opgericht als tweede universiteit in Kenia en is vernoemd naar Daniel arap Moi, de tweede president van Kenia. De universiteit begon met 83 studenten die studeerden aan het departement voor bosbouw, dat afgescheiden was van de Universiteit van Nairobi. Sindsdien is de universiteit enorm gegroeid. Zo bestaat ze nu uit veertien schools, heeft 3.662 stafleden en verwacht zo'n 42.000 studenten in het collegejaar 2014/2015.

## Faculteiten
De universiteit kent veertien faculteiten (schools):
- Lucht- en ruimtevaarttechniek
- Sociale wetenschappen
- Bedrijfskunde en economie
- Biologische en fysische wetenschappen
- Tandheelkunde
- Onderwijskunde
- Techniek
- Ontwikkeling van personeelsbeleid
- Informatica
- Rechtsgeleerdheid
- Geneeskunde
- Verpleegkunde
- Volksgezondheid
- Toerisme en event management

## Campussen
De universiteit heeft verschillende campussen:
- Town campus, Eldoret
- College of Health Sciences, Eldoret
- Eldoret West Campus
- Kitale Campus
- Kericho Campus
- Nairobi Campus
- Coast Campus, Mombassa
- Allupe Campus
- Odera Akang'o Campus, Yala

## Faciliteiten
Moi University biedt slaapplaats voor studenten in hostels. Daarnaast beschikt de universiteit over een universiteitsbibliotheek: de Margaret Thatcherbibliotheek, een academisch ziekenhuis, een waterlaboratorium en een textiellaboratorium.